# Severní Ayrshire
Severní Ayrshire (Sìorrachd Inbhir Air a Tuath ve Skotské gaelštině a North Ayrshire v angličtině) je správní oblast ve Skotsku, ležící v západní části země a sousedící s Inverclyde, Renfrewshire, Východní Ayrshire a Jižní Ayrshire. Do tohoto kraje patří i ostrov Arran, dříve v kraji Buteshire.

## Města a vesnice

### Pevnina
- Ardrossan
- Beith
- Dalry
- Dreghorn
- Fairlie
- Irvine
- Kilbirnie
- Kilwinning
- Largs
- Saltcoats
- Skelmorlie
- Stevenston
- West Kilbride

### Ostrov Arran
- Brodick
- Blackwaterfoot
- Lamlash
- Lochranza

### The Cumbraes
- Millport